# Un affare di cuore (film 1973)
Un affare di cuore è un film per la televisione del 1973 diretto da Gilbert Cates.

## Trama
Il film racconta di una donna in solitudine che si innamora di un avvocato divorziato.